# Geratal
Geratal ist eine Landgemeinde im Ilm-Kreis im deutschen Bundesland Thüringen. Sie liegt am Nordrand des Thüringer Waldes etwa 30 Kilometer südwestlich von Erfurt und wurde 2019 neu gebildet. Benannt ist sie nach den Flüssen Wilde Gera und Zahme Gera, die einige der Ortsteile durchfließen. Sitz der Gemeindeverwaltung ist der größte Ortsteil Gräfenroda. Im Ortsteil Geraberg befindet sich der Sitz der Verwaltungsgemeinschaft Geratal/Plaue, der die Gemeinde Geratal jedoch selbst nicht angehört.

## Geographie

### Lage
Die Ortsteile der Gemeinde liegen am Nordrand des Thüringer Waldes zwischen Arnstadt und Oberhof in hügeliger, teils bewaldeter und teils offener Flur. An der Wilden Gera in der Mitte liegen der Hauptort Gräfenroda sowie nordöstlich das kleine Dorf Liebenstein mit seiner Burg. Nordwestlich schließt die Ohrdrufer Platte an, eine trockene, verkarstete Hochfläche, auf der die Ortsteile Frankenhain (an der Gissel) und Gossel (oberhalb des Jonastals) liegen. Südöstlich liegt das Tal der Zahmen Gera, in dem der zweitgrößte Ortsteil Geraberg gelegen ist. In deren Seitental am Wirrbach liegt Geschwenda zwischen Gräfenroda und Geraberg.
Höchster Berg der Gemeinde ist der 815 m hohe Eckardtskopf ganz im Südwesten an der Grenze zu Oberhof. Die niedrigsten Punkte liegen im Tal der Wilden Gera zwischen Liebenstein und Plaue in etwa 350 m Höhe sowie im Jonastal unterhalb des Biensteinkopfs bei etwa 370 m Höhe.

### Gemeindegliederung

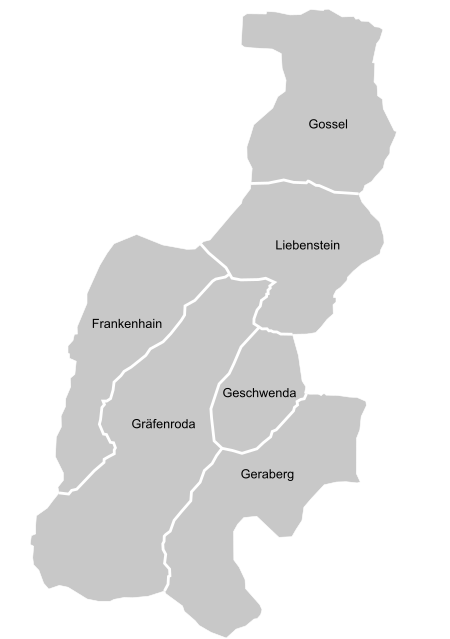
Ortsteile von Geratal

Die Gemeinde besteht aus den Ortsteilen Gräfenroda (mit dem Weiler Dörrberg), Geschwenda, Geraberg (das 1923 aus der Vereinigung der Nachbardörfer Gera und Arlesberg entstand), Frankenhain, Liebenstein und Gossel.
Für die Ortsteile Frankenhain, Gossel, Gräfenroda und Liebenstein ist die Postleitzahl 99330 vergeben, für Geraberg und Geschwenda ist die Postleitzahl 99331 gültig. Bei den Telefonvorwahlen gilt die 036205 für die Ortsteile Frankenhain, Geschwenda, Gossel, Gräfenroda und Liebenstein, für Geraberg gilt die 03677.

### Nachbargemeinden
Nachbargemeinden sind im Uhrzeigersinn, beginnend im Norden: Amt Wachsenburg – Arnstadt – Plaue – Martinroda – Elgersburg – Suhl – Oberhof – Ohrdruf.

## Geschichte

### Gründung der Landgemeinde
Während der ersten Fusionsverhandlungen einigten sich die Gemeinden Geschwenda, Gossel, Gräfenroda und Liebenstein, die mit zwei weiteren Gemeinden in der Verwaltungsgemeinschaft Oberes Geratal zusammengeschlossen waren, auf einen Zusammenschluss zu einer Landgemeinde am 1. Januar 2019. Im Sommer 2018 bekundeten auch die Gemeinden Frankenhain und Geraberg Interesse an der Bildung der Landgemeinde, sodass die Fusion aller sechs Gemeinden durch einen Vertrag geregelt wurde und am 13. Dezember 2018 vom Landtag beschlossen wurde. Die Verwaltungsgemeinschaft Oberes Geratal wurde gleichzeitig aufgelöst.

### Einwohnerentwicklung
In der nachstehenden Tabelle ist die Entwicklung der Einwohnerzahl seit der Gründung der Gemeinde 2019 dargestellt. Ermittelt wurden die Werte jeweils zum Stichtag 31. Dezember.
| Jahr | Einwohner |
| ---- | --------- |
| 2019 | 8884      |
| 2020 | 8859      |
| 2021 | 8761      |
| 2022 | 8781      |
| 2023 | 8661      |
| 2024 | 8504      |

## Politik

### Gemeinderat
Die ersten Wahlen von Gemeinderat und Bürgermeister fanden in der neu gegründeten Gemeinde zu den Kommunalwahlen in Thüringen am 26. Mai 2019 statt. Bis zum Zusammentritt des neuen Gemeinderates  bestand der Gemeinderat mit 63 Mitgliedern aus allen ehemaligen Gemeinderäten der 6 Gründungsgemeinden. Der zweite Gemeinderat der Gemeinde Geratal wurde bei den Kommunalwahlen in Thüringen am 26. Mai 2024 bestimmt.
| Parteien und Wählergemeinschaften               | 2019  | 2019  | 2024  | 2024  |
| Parteien und Wählergemeinschaften               | %     | Sitze | %     | Sitze |
| CDU                                             | 39,7  | 8     | 32,8  | 7     |
| Freie Wählergemeinschaft Geratal                | 21,3  | 4     | 14,4  | 3     |
| Freie Wählergemeinschaft Ilm-Kreis / Geraberg   | 13,6  | 3     | 5,5   | 1     |
| Bürger fürs Geratal / offene Liste 1)           | 13,3  | 3     | 5,8   | 1     |
| SPD                                             | 8,5   | 2     | 5,8   | 1     |
| Traditionsverein Gossel e. V.                   | 1,8   | 0     | -     | -     |
| Bündnis 90/Die Grünen                           | 1,7   | 0     | -     | -     |
| AfD                                             | -     | -     | 29,3  | 6     |
| Unabhängige Wählergemeinschaft Geraberg/Geratal | -     | -     | 6,4   | 1     |
| gesamt                                          | 100,0 | 20    | 100,0 | 20    |
| Wahlbeteiligung in %                            | 65,7  | 65,7  | 70,0  | 70,0  |

1) 2019 als Bürger für´s Geratal / Die Linke angetreten

### Bürgermeister
Nach der Neugründung von Geratal leitete zunächst David Atzrott als „Beauftragter der Gemeinde Geratal“ die Gemeinde. Er trat von diesem Amt am 8. März 2019 zurück. Zum neuen Beauftragten wurde bis zum Amtsantritt des neu zu wählenden Bürgermeisters Dr. Ralf Elliger ernannt.
Bei der Wahl zum hauptamtlichen Bürgermeister am 26. Mai 2019 setzte sich im 1. Wahlgang Dominik Straube (CDU) mit 55,0 % der abgegebenen gültigen Stimmen gegen drei Mitbewerber durch. Am 11. Mai 2025 wurde Straube mit 67,5 % der abgegebenen gültigen Stimmen bei einem Gegenkandidaten für eine zweite Amtszeit gewählt.

### Wappen
| Wappen von Geratal | Blasonierung: „Es zeigt in Grün oben eine goldene Bogenbrücke mit sechs Streben, darunter aus dem unteren Brückenbogen wachsend je ein schräglinker und schrägrechter, sich bis zum Schildfuß hin verbreiternder silberner Wellenbalken, dazwischen sechs goldene runde Nagelköpfe, die pyramidenförmig in drei Reihen zu jeweils drei, zwei und einem Nagelkopf angeordnet sind.“ |
| Wappen von Geratal | |

## Wirtschaft und Infrastruktur

### Wirtschaft
Die bedeutendsten Wirtschaftszweige der Region waren seit dem 19. Jahrhundert die Glas-, Porzellan- und Holzindustrie. Nach 1990 fand ein tiefgreifender Strukturwandel statt, sodass die meisten alten Großbetriebe schlossen. Andererseits entstand an der A 71 ein größeres Gewerbegebiet, in dem sich unter anderem der Thermometerhersteller Geratherm angesiedelt hat.

### Verkehr
Die Verkehrsanbindung erfolgt über die Bundesautobahn 71 von Erfurt nach Schweinfurt mit der Anschlussstelle Gräfenroda sowie die Bundesstraße 88, die von der A 71 über Gräfenroda nach Ohrdruf führt. Weitere Straßenverbindungen bestehen nach Plaue, Ilmenau und Gehlberg sowie im Jonastal nach Arnstadt und Crawinkel.
Bahnhöfe befinden sich in Gräfenroda an der Strecke Erfurt–Würzburg sowie in Geraberg an der Bahnverbindung Erfurt–Ilmenau. Ein weiterer Bedarfshalt liegt in Dörrberg (Bahnstrecke Erfurt–Würzburg).
Durch den Ortsteil Geraberg führt der 75 km lange Gera-Radweg, der von der Schmücke kommend weiter über Arnstadt und Erfurt bis Gebesee führt.

### Wasser und Abwasser
Die Aufgaben der Wasserversorgung und Abwasserbeseitigung wurden für Ortsteil Gossel auf den Wasser-/Abwasserzweckverband Arnstadt und Umgebung übertragen, für die Ortsteile Gräfenroda und Liebenstein auf den Wasser- und Abwasserzweckverband „Obere Gera“ und für die Ortsteile Geraberg und Geschwenda auf den Wasser- und Abwasserverband Ilmenau.

## Söhne und Töchter der Gemeinde
Vor Gründung der Gemeinde:
- Bruno Bartholome (1927–1994), deutscher Leichtathlet